# Gerechtigkeitsbrunnen (Frankfurt am Main)

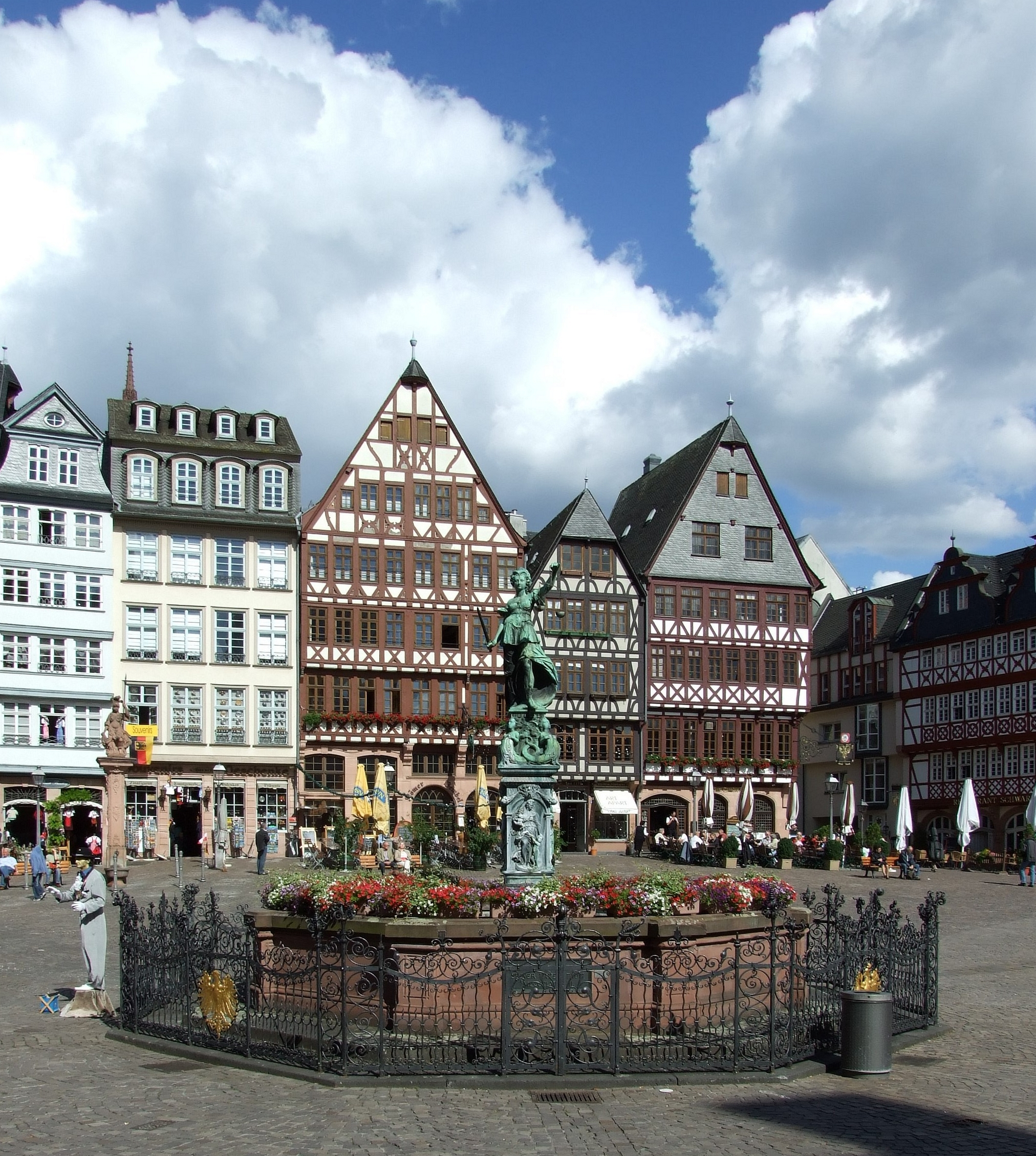
Gesamtansicht vor der Ostzeile auf dem Römerberg, Juli 2007

Der Gerechtigkeitsbrunnen (auch Justitiabrunnen) ist ein Springbrunnen auf dem Römerberg in Frankfurt am Main und eines der Wahrzeichen der Stadt. Er geht auf einen Vorgängerbau von 1543 an selber Stelle zurück und entstand in seiner heutigen Form 1611. Zur Zeit des Heiligen Römischen Reiches spielte er während des Krönungszeremoniells eine besondere, wenn auch kurzfristige Rolle als Weinbrunnen für den Kaiser und dann auch für das Volk. Der gegenwärtig zu sehende Brunnen ist eine weitgehend detailgetreue Kopie aus dem Jahr 1887, die der Frankfurter Weinhändler Gustav D. Manskopf finanzierte. Er steht unter Denkmalschutz.

## Geschichte

### Vorgeschichte und Vorgängerbau
Früheste und einfachste Form städtischer Brunnen waren Ziehbrunnen, die sich in der Altstadt von Frankfurt am Main aufgrund des hohen Grundwasserspiegels zudem sehr einfach realisieren ließen. Obwohl mit Sicherheit schon länger verbreitet, sind sie urkundlich nicht vor 1259 genannt, damit im Zusammenhang stehende Berufe des bornmecher und bornfeger dann zum ersten Mal in den städtischen Steuerbüchern von 1328.
Die ältesten Überlieferungen zum Thema eines moderneren flissende borne, also eines Springbrunnens, gehen auf den Frankfurter Geschichtsschreiber Achilles Augustus von Lersner zurück. In seiner Chronik berichtete Lersner Anfang des 18. Jahrhunderts über eine Röhrenleitung, die 1453 vom Mainzer Tor, also direkt westlich des heutigen Hermann-Schlosser-Hauses, zu einem Springbrunnen an der Alten Nikolaikirche gelegt worden sei. Die Richtigkeit dieser Angabe konnte der damalige Leiter des Frankfurter Stadtarchivs, Georg Ludwig Kriegk allerdings schon 1871 widerlegen. Durch ihn dagegen bestätigt wurde, dass der Rat im selben Jahr einen Ausschuss ernannte, der sich mit den Möglichkeiten einer Realisierung von innerstädtischen Springbrunnen beschäftigen sollte – nach den bis 1944 überwiegend erhaltenen Baurechnungen jedoch ergebnislos.
Ebenfalls durch damals noch lückenlos vorhandene Aufzeichnungen der mittelalterlichen Stadtverwaltung beglaubigen konnte Kriegk den Bericht Lersners zum knapp 100 Jahre später erfolgten Bau eines ersten Brunnens im Zentrum des Römerbergs: Den Anfang machte am 4. Februar 1541 der Leitungsbau, der, Lersner weiter folgend, spätestens am 23. März 1542 abgeschlossen war. Das hergeleitete Wasser erhielt nun zunächst einen provisorischen Abfluss. Nach Lersner begannen die eigentlichen Bauarbeiten auf dem Römerberg unter Anwesenheit einiger Ratsmitglieder noch am 17. Mai desselben Jahres und waren bis 18. August abgeschlossen.

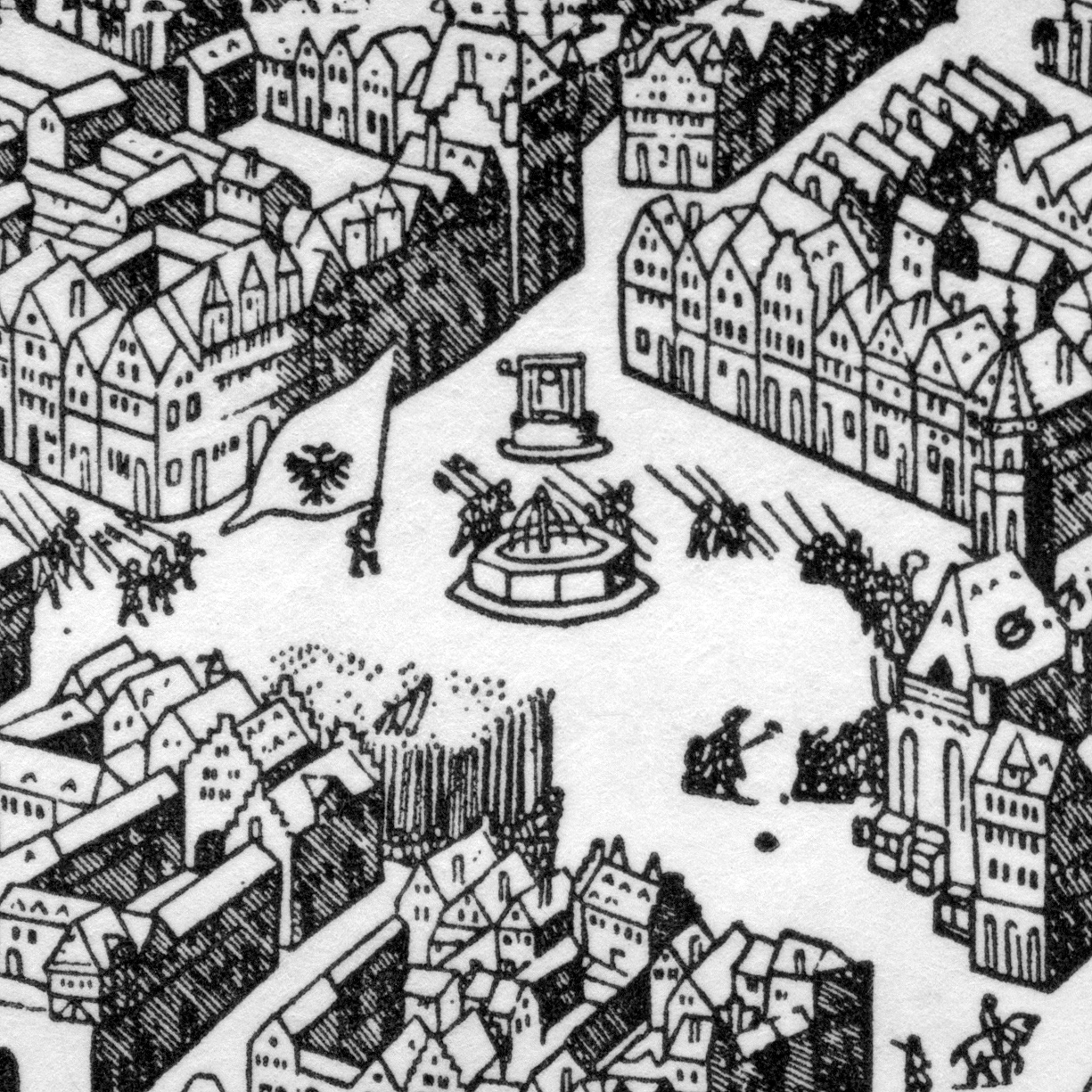
Die älteste Darstellung des Brunnens, 1552
(Holzschnitt von Conrad Faber von Kreuznach)

Da Lersner nicht angab, woraus er seine Informationen schöpfte, sind die vorgenannten Angaben nach Kriegk von 1542 auf 1543 zu korrigieren, da erst Ende 1542 ein Entwurf für den eigentlichen Brunnen vorlag. Dieser wird im Bürgermeisterbuch von 1543 u. a. als außwendig glat, die Oberseul von gegoßner Arbeit beschrieben. Dies deckt sich auch mit einem in den April 1543 zu datierenden Schriftsatz aus dem vorgenannten Buch, wonach damals erst die Anweisung an die Handwerker erging, den Brunnen entsprechend dem Entwurf zu fertigen. Als einziger Beteiligter der gesamten Arbeiten ist der damalige Stadtbaumeister Benedikt Löscher bekannt.
Das Aufsehen, das der Brunnen seinerzeit erregte, wird am ehesten durch ein Gedicht deutlich, das Jakob Micyllus, der damalige Leiter der städtischen Lateinschule, 1543 anlässlich seiner Fertigstellung verfasste:

„Annus erat Christi post secula quinque decemque, / Et post Lustra quater, tertius, acta duo, / Cum novus hic veterem fons introductus in urbem, / Implevit liquidos amne fluente lacus, / Prisca licet Graias mirentur tempora lymphas, / Pegase sive tuas, Sisyphe sive tuas, / Hic, ut non aequet tot claros nomine fontes, / Arte tamen nulla deteriore fluit.“

Gut zu erkennen ist der erste Brunnen auf dem neun Jahre nach seinem Bau entstandenen sogenannten Belagerungsplan aus dem Jahr 1552, einer der ersten Darstellungen des gesamten Stadtgebiets überhaupt. Bereits dort verfügt er über den achteckigen, in den Einzelformen noch spätgotischen Trog, der somit – wenn auch mittlerweile in mehrfacher Kopie – das älteste Bauteil des Brunnens darstellt. Allerdings hatte er damals, wie die Renovierung im 19. Jahrhundert zeigte, ein größeres Fassungsvermögen als heute, da er statt der heutigen knapp ein Meter fast 2,50 Meter von der Oberkante bis zur Sohle des Troges maß.
Aus dem Trog ragte eine senkrechte Röhre mit Knopf, aus dessen vier Öffnungen das Wasser drang. Wie bei anderen Brunnen dieser Zeit hat man sich darunter ein Wasserrohr aus Tannenholz mit Zinnknopf vorzustellen.

### Renovierung und Bau des Brunnens in seiner heutigen Form

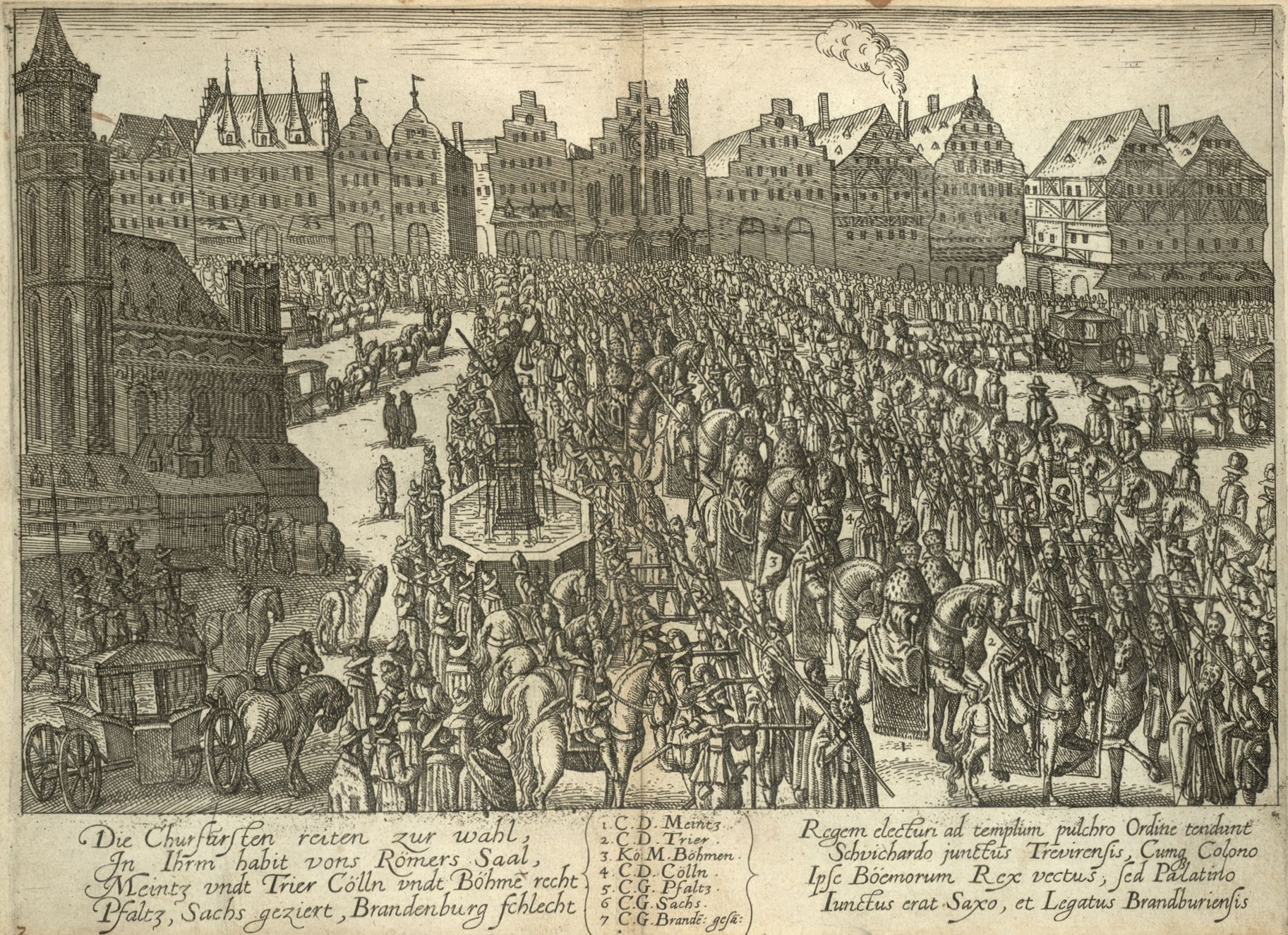
Der erneuerte Brunnen beim Einzug der Kurfürsten im Jahr 1612...
(Kupferstich von Jakob de Zetter und Johann Gelle)

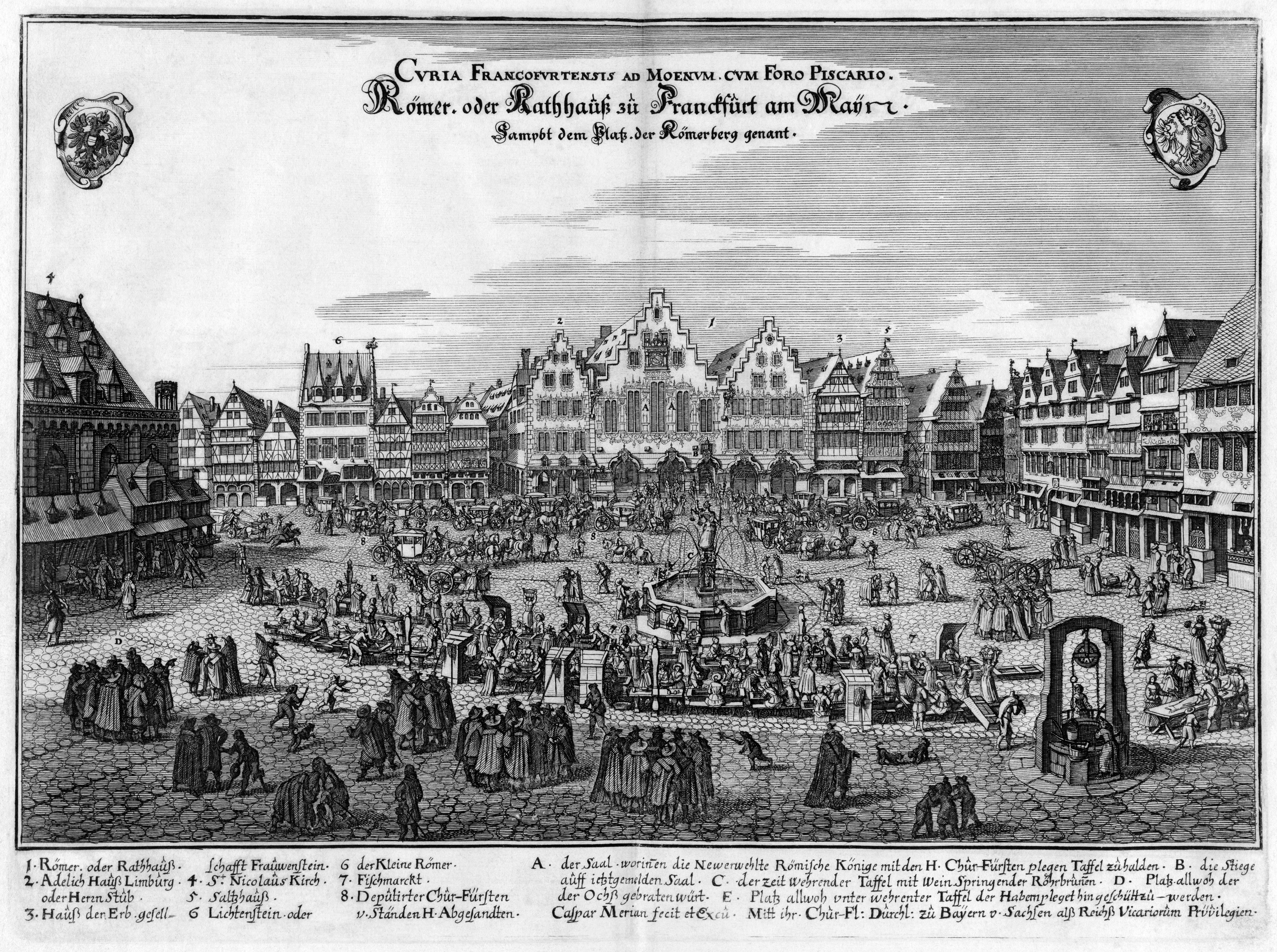
...und beim gleichen Vorgang im Jahr 1658.
(Kupferstich von Caspar Merian)

Bereits 1594 musste der Brunnen erstmals renoviert werden. Dabei nutzte der Rat die Gelegenheit, ihn mit dem Bild eines Samson, der einem besiegten Löwen den Rachen aufreißt, sowie Springröhren zu verzieren. Wo genau die biblische Darstellung angebracht wurde, also ob am Trog oder auf der Röhre bzw. dem Knopf, ist aus den urkundlichen Nachrichten nicht eindeutig zu ermitteln.
Gegen eine Verzierung des Troges spricht, dass eine solche auf keiner neuzeitlichen Darstellung zu sehen ist. Zudem froren die neuen Springröhren, da zu schmal, im Winter ständig zu, weswegen sie schon bald durch solche aus Holz ersetzt wurden, was dafür spricht, dass die Darstellung auf ihnen zu sehen bzw. in Verbindung zu bringen war.
Unklar bleibt auch, ob sich von Walther Karl Zülch überlieferte Angaben aus dem im Zweiten Weltkrieg verbrannten Baumeister- und Rechenbuch 1587 auf die vorangegangene, oder erst nachfolgende Maßnahmen beziehen. Zülch schloss sich der letzteren Interpretation an. Demnach war 1587 ein Muster, welcher gestalt der Springend Bronnen zirlich zu machen were gefertigt worden. Aus dem Rathaus erfolgte der Auftrag, das Muster, wie es itzo von Holz bossirt, doch in Erz und etwan oben mit einem Bild [= Plastik] ins Werk verfertigen zu lassen.
Anfang des 16. Jahrhunderts setzte sich die Renaissance in der Stadt endgültig durch. Nachdem 1610 der Liebfrauenberg einen prächtigen Springbrunnen erhalten hatte, sah man daher wohl auch auf dem Römerberg die Zeit für eine gründliche Erneuerung gekommen. In Anbetracht der faktischen Regierungsunfähigkeit von Kaiser Rudolf II. liegt es zudem nahe, dass der Rat der Stadt schon mit einer baldigen neuen Kaiserkrönungsfeier rechnete – wie sich bald herausstellte, zu Recht – und ein entsprechend repräsentatives Bauwerk am Ort dieser Zeremonie schaffen wollte.
So erhielt der unveränderte Brunnentrog 1611 statt der Röhre aus Holz eine Steinsäule mit Sirenenstatuen und Tugendreliefs, die noch heute, wenn auch als Bronzeguss, zu sehen sind; darauf fand die Brunnenfigur der Justitia Platz. Als Künstler tätig waren der Bildhauer Johann Hocheisen, der für seine Arbeit 200 Gulden erhielt, und der Maler Philipp Uffenbach, dessen bunte Farbfassung dem Rat 37 Gulden wert war. Auch der neue Brunnen ist in seiner Gestalt gut dokumentiert, da er bereits 1612 im Krönungstagebuch des Kaisers Matthias Abbildung fand.

### Die Wasserversorgung des Gerechtigkeitsbrunnens
Um einen Springbrunnen zum „Springen“ zu bringen, wurde er üblicherweise mittels Leitungen von einem höher gelegenen Punkt aus mit Wasser versorgt. Der Höhenunterschied sorgte dann für den nötigen Druck des Wassers.

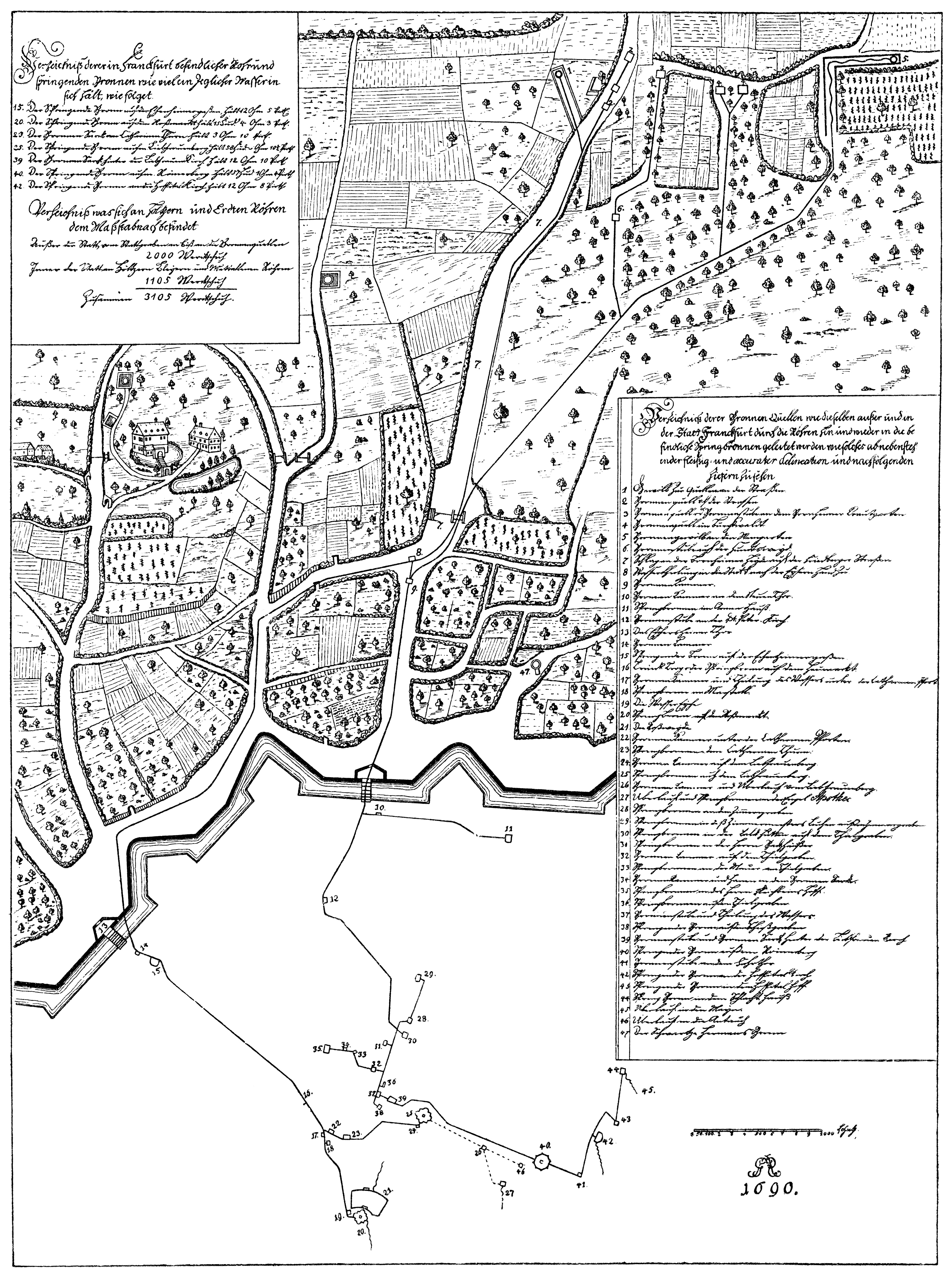
Rohrleitungsnetz von den Quellen des Friedberger Feldes in die Stadt im Jahr 1690, Nr. 40 ist der Gerechtigkeitsbrunnen
(Lithografie)

Frankfurt am Main war in diesem Zusammenhang in einer glücklichen Lage: das gesamte Altstadtgebiet befindet sich, geographisch betrachtet, in einer Senke. Selbst kurze Zuleitungen, die nur vom Rande der mittelalterlichen Gemarkung in die Altstadt führten, hatten bereits ein starkes Gefälle. Die Quellen, die die gesamte Wasserversorgung der Stadt bis in das 19. Jahrhundert sichern konnten, lagen auf dem Friedberger Feld tief in der Bornheimer Gemarkung, etwa zwischen der heutigen Bornheimer Landstraße im Norden und der Merianstraße im Süden.
Wann sich die Stadt die Quellen auf dem Friedberger Feld erstmals zunutze machte, ist unbekannt. Georg Ludwig Kriegk schloss aus, dass ein Leitungsbau über große Entfernungen vor dem Jahre 1543 realisiert worden sein könnte. Über den damals gewaltigen baulichen Aufwand für die Rohrleitungen hätten Aufzeichnungen der Verwaltung zu finden sein müssen. Auch kam Bornheim erst 1474 an Frankfurt, zuvor gehörte es mit dem Amt Bornheimerberg zur mit der Stadt verfeindeten Grafschaft Hanau, in deren Gebiet die Stadt keine lebenswichtige Einrichtung wie eine Wasserleitung legen respektive aus juristischen Gründen hätte bauen können.
Auch 1543 kann noch keine Leitung zum Zwecke der Versorgung der ganzen Stadt gebaut worden sein, wurde damit doch erst ab 1607 nach den Plänen einer eigens dafür ins Leben gerufenen Bauherrn-Kommission begonnen. Kriegk berichtete von einer 1543 aufgenommenen Beschwerde von Gärtnern direkt vor dem Friedberger Tor, wonach der neue Brunnen auf dem Römerberg den gesamten Wasservorrat ihres eigenen Brunnens verbrauche. Abhilfe schuf der Bau einer weiteren Zuleitung. Demnach war die Wasserleitung des Vorgängers des Gerechtigkeitsbrunnens direkt an einen Brunnen vor dem Friedberger Tor angeschlossen, der dort von einer heute unbekannten Quelle gespeist wurde.
Der 1611 neu errichtete Gerechtigkeitsbrunnen dürfte dagegen bereits an die genannte, ab 1607 errichtete Leitung angeschlossen worden sein, die das Wasser von den Quellen des Friedberger Feldes in die Stadt brachte. Das Wasser wurde dort in sechs Brunnenkammern gewonnen und in eine Hauptleitung gespeist, die sich etwa auf Höhe von Eiserner Hand und Friedberger Landstraße in eine Ost- und eine Westleitung verzweigte. Diese liefen unter dem Friedberger und dem Eschenheimer Tor in die Stadt ein und versorgten hier nach einem Rohrleitungsplan aus dem Jahr 1690 rund 30 städtische Brunnen. Der Gerechtigkeitsbrunnen befand sich fast am tiefsten Punkt der östlichen Leitung. Insgesamt lieferten die Quellen des Friedberger Feldes pro Tag etwa 155 Kubikmeter Wasser in die Stadt.

### Die Rolle des Brunnens bei den Krönungsfeierlichkeiten

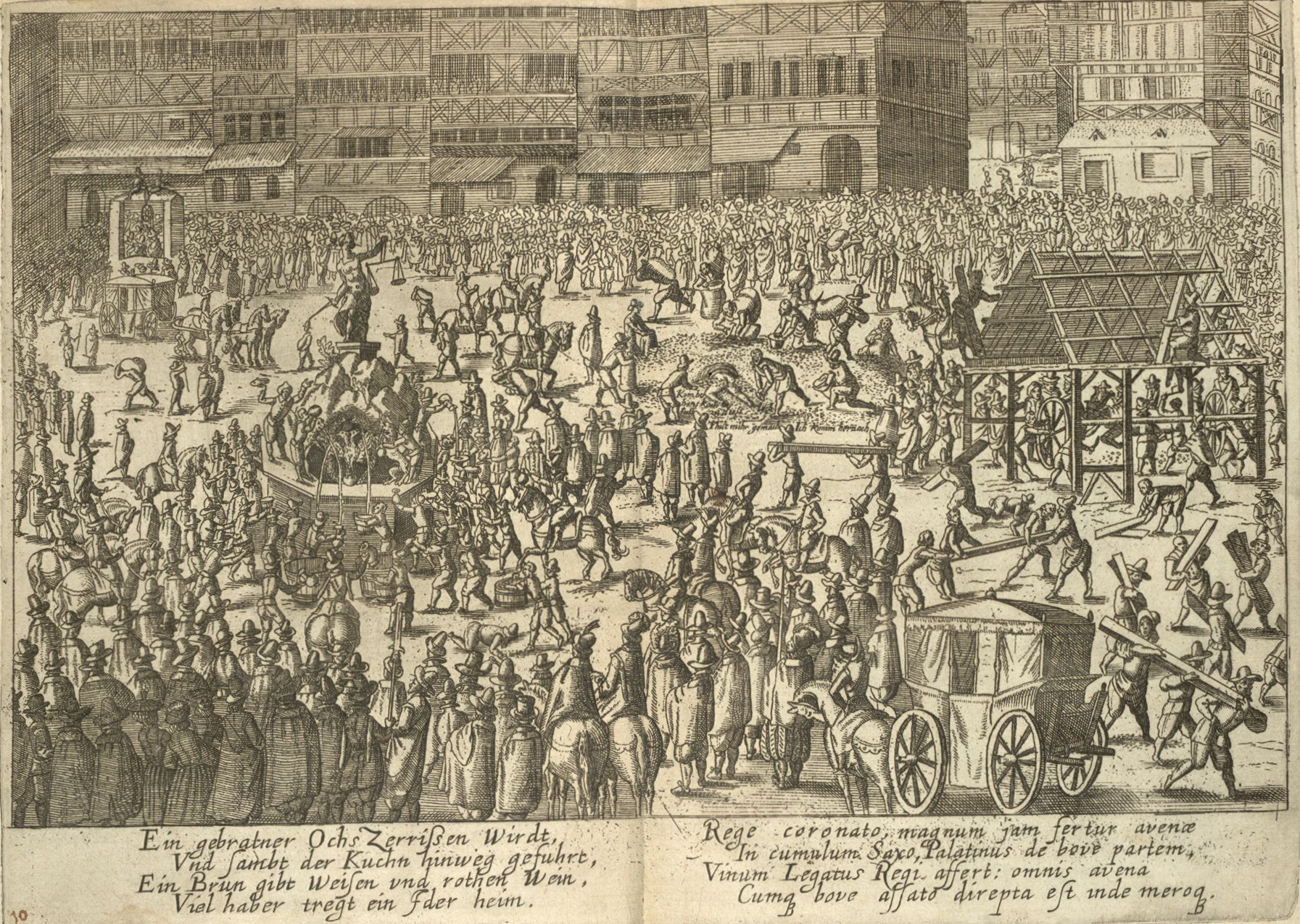
Der Gerechtigkeitsbrunnen als Weinbrunnen bei der Krönung von Kaiser Matthias 1612 mit Felsengruppe, Bäumchen und Adlern
(Kupferstich)

Bereits der Vorgängerbau des Gerechtigkeitsbrunnens hatte 1562 bei der ersten in Frankfurt am Main erfolgten Kaiserkrönung, nämlich der Maximilian II., als Weinquelle gedient. Primärer Zweck der Weinquelle war die Erfüllung des Erzamtes, in diesem Fall des jeweiligen Königs von Böhmen, der dem neuen Kaiser im Rahmen der Zeremonie als sein Erzmundschenk einen Becher Wein anreichen musste. Danach überließ der europäische Hochadel den Weinbrunnen meist den Volksmassen.
Anlässlich der Feierlichkeiten wurde der Trog, wie auf Abbildungen ersichtlich, mit einer künstlichen, bis an das obere Ende der Säule reichenden Felsengruppe überbaut, die mit Bäumchen geschmückt war. Zum Römer hin brachte man einen großen, zweiköpfigen Adler und zu den Seiten zwei Löwen aus Holz an, aus deren Mündern der Wein sprang. Der Wein wurde mittels unter dem Pflaster verlegter Holzröhren aus einem Gebäude am höher gelegenen Samstagsberg, also dem Bereich vor der heutigen Ostzeile, eingeleitet.
Das Festhalten an der Vorgehensweise, den Brunnen nach der Ausübung des Erzamtes für alle Menschen auf dem Römerberg freizugeben, stellte sich bei dem neuen, weit filigraneren Brunnen schon bald als Problem heraus. Zu den Vorfällen bei der Krönung von Kaiser Matthias 1612 wusste Achilles Augustus von Lersner zu berichten:

„Darbey ein grosses Gedräng vom Volck gewesen / und hat zwar jederman dem es nur herbey zu kommen möglich gewesen / darvon getruncken. Da einer seinen Hut / der ander einen Krug / der dritte was er nur bekommen mögen / untergehalten. Theils sind zum Vortheil gar auf den Brunnen gestiegen / in Summa es ist ein solch Gedräng gewesen / daß dardurch mehr Wein verschüttet und ausgelauffen / als es den Leuten zu gutem kommen mögen. Wie es dann auch endlich dahin gerathen / ob schon noch viel Wein vorhanden gewesen / und noch eine gute Weil lauffen können / daß das ungestümme Volck den Krantz / Löwen und Adler umgerissen und hinweg getragen / und also nicht vor demselben sicher seyn noch bleiben können / sondern alles Preiß gemacht / und dannenhero auch der eingelegten kleinen Röhren nicht verschonet / sondern aus der Erd heraus gezogen und genommen worden.“

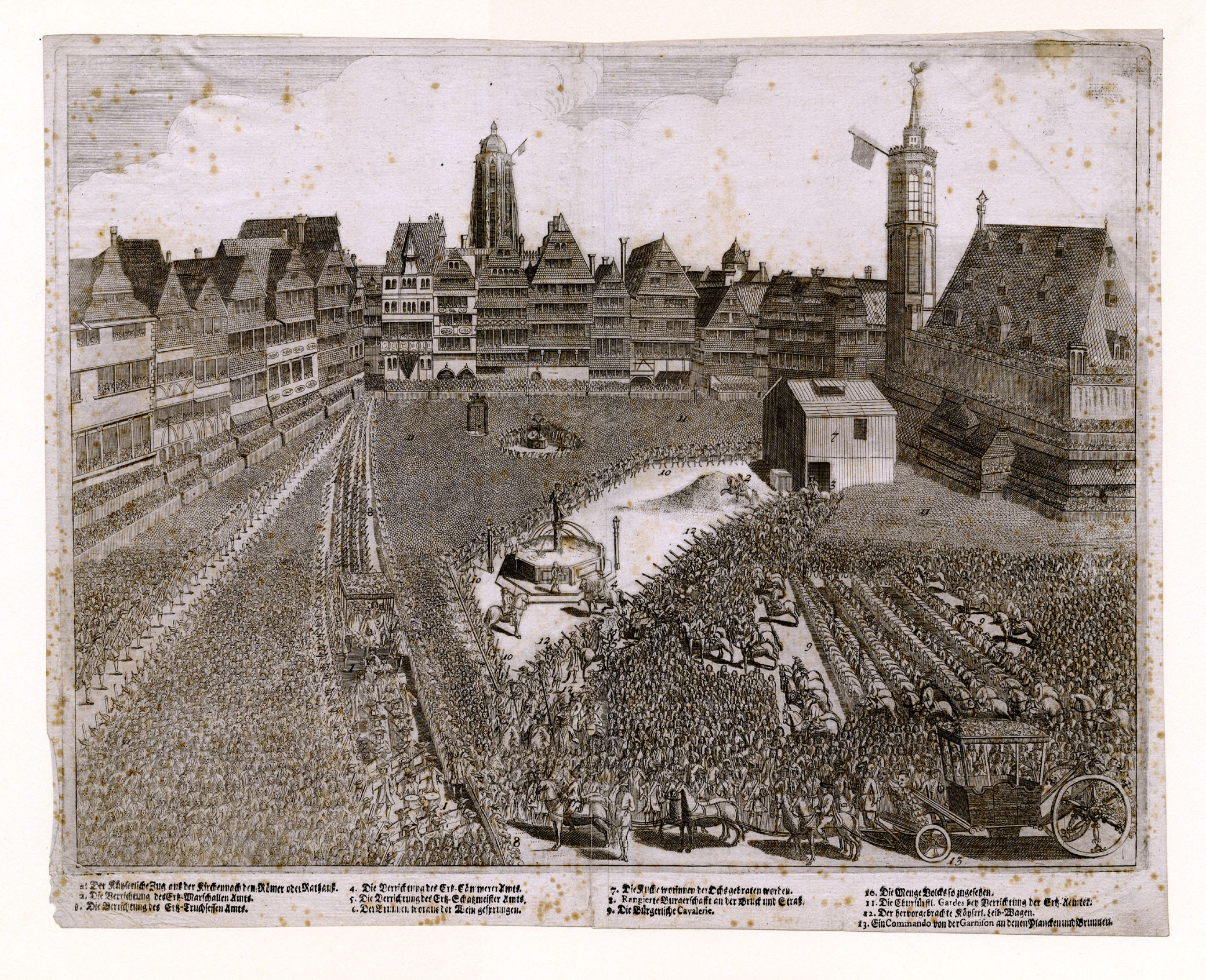
Krönung Kaiser Karl VI. im Jahre 1711: der separate Weinbrunnen ist gut erkennbar
(Kupferstich)

Als sich die Vorfälle bei Krönung Kaisers Ferdinand II. wiederholten und der Brunnen offenbar ernsthaft Schaden nahm, entschloss sich der Rat zu einer neuen Lösung: Bei den übrigen sieben Kaiserkrönungen, die das Heilige Römische Reich noch erleben sollte, wurde ab dato jedes Mal ein zusätzlicher Brunnen auf halber Höhe des Samstagsberges errichtet. Dieser setzte sich aus einem einfachen Brunnentrog, einem Pfosten in der Mitte sowie einem daran befestigten, farbig gefassten hölzernen Doppeladler zusammen, wobei aus letzterem der Wein sprang.
Ähnlich wie um die nahe Ochsenbraterei entwickelte sich dieser Adler schon sehr bald zu einer Trophäe, um die sich die Zünfte der Stadt teilweise blutige Auseinandersetzungen lieferten, um damit ihre Zunftstuben zu zieren. Das Historische Museum besitzt heute noch mehrere Adler, die von Krönungsfeiern des 18. Jahrhunderts stammen.

### Weitere Geschichte des Brunnens bis zur Gegenwart
Achilles Augustus von Lersner überlieferte eine erste Renovierung des Brunnens für das Jahr 1652, bei der wahrscheinlich die lateinische Umschrift des Sockels der Justitia hinzugefügt wurde. Eine weitere Renovierung erfolgte nach Lersner 1705, 1770 wurden schließlich die immer noch hölzernen Springröhren endgültig durch solche aus Gusseisen ersetzt.

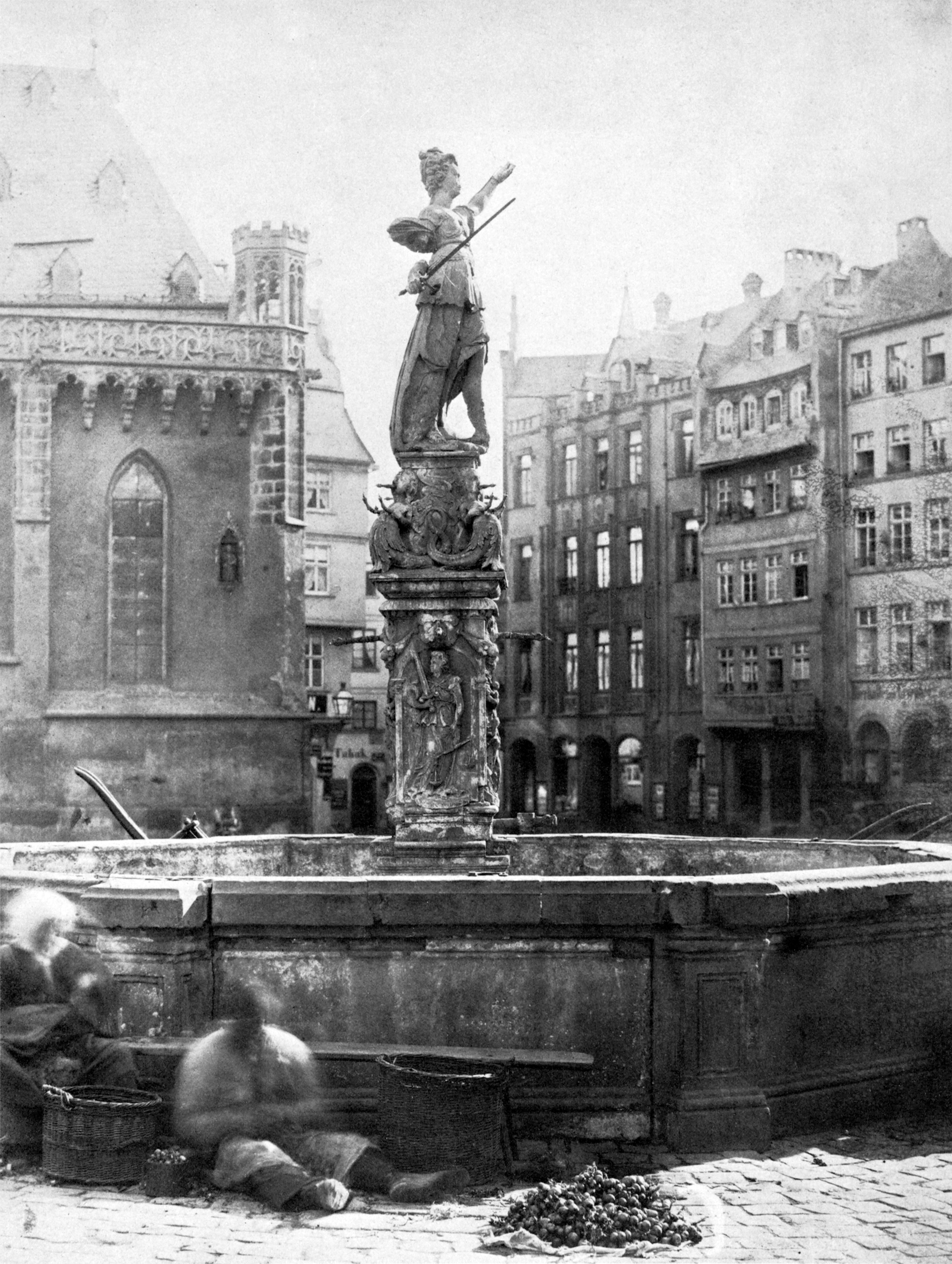
Eine der frühesten fotografischen Aufnahmen des stark verwitterten Brunnens, um 1865
(Fotografie von Carl Friedrich Mylius)

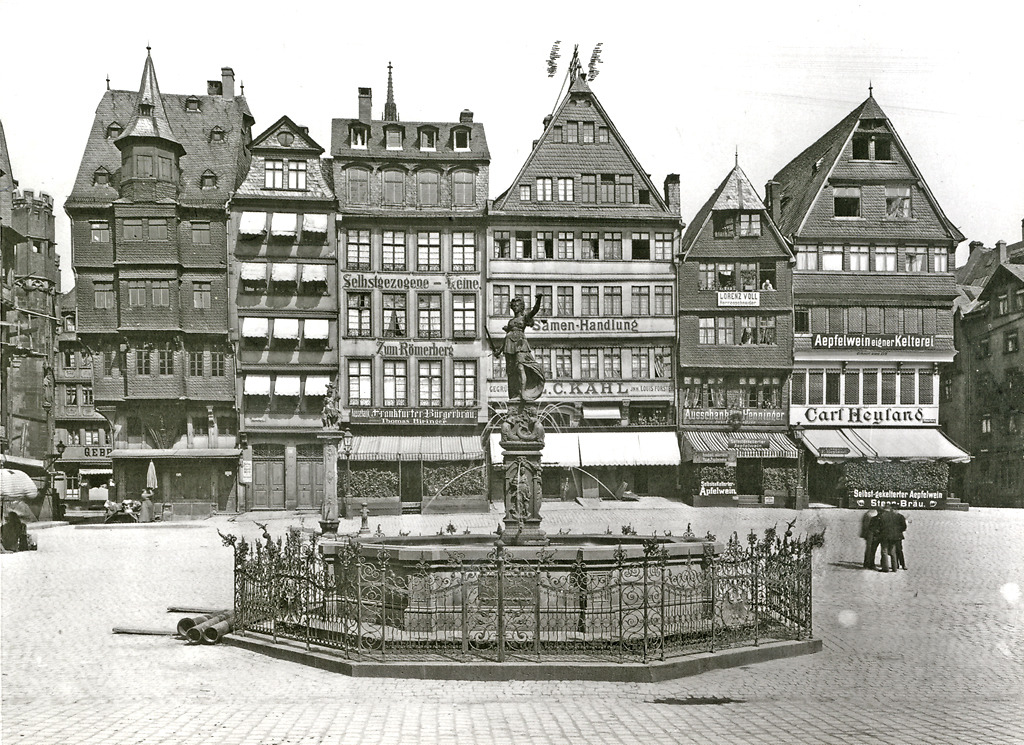
Der Gerechtigkeitsbrunnen um 1888. Im Hintergrund die Häuser der Ostzeile des Römerbergs.
(Fotografie von Albrecht Meydenbauer)

Mit dem Niedergang der Altstadt ab dem frühen 19. Jahrhundert verwitterte auch der Brunnen, vor allem aber die Figur der Justitia zunehmend, Frost und Witterungseinflüsse setzten dem Stein zu. 1863 wurde die Justitia zum Frankfurter Fürstentag notdürftig renoviert unter Blumen versteckt. Der Dichter Friedrich Stoltze nutzte ein Spottgedicht auf ihren Zustand zur politischen Satire:

„Das ist die Frau Gerechtigkeit! / Sieht aus als  wie die Schlechtigkeit; / Die Wag’ ist fort, daß Gott erbarm, / Zum Teufel samt dem halben Arm; / Das Schwert, das Sinnbild der Gewalt, / Das hält sie aber noch umkrallt. / Die Nas’ ist fort; sie war von Stein, / Die hätt’ auch müssen wächsern sein. / O Vogelscheuche du von Recht, / Für Frankfurt bist du doch zu schlecht! / Wie wär’s wenn man sie, so zerstückt, / Einmal nach Hessen-Kassel schickt’? / Und hätt’ sie da die Stadt beseh’n, / Könnt’ sie auch nach Hannover gehn; / Auch in Berlin die Polizei / Besuchen könnt’ sie nebenbei! / Und über Breslau von Berlin, / Könnt’ sie per Eisenbahn nach Wien! / Von dorten könnt’ sie nach Paris, / Da wär’ sie wie im Paradies!“

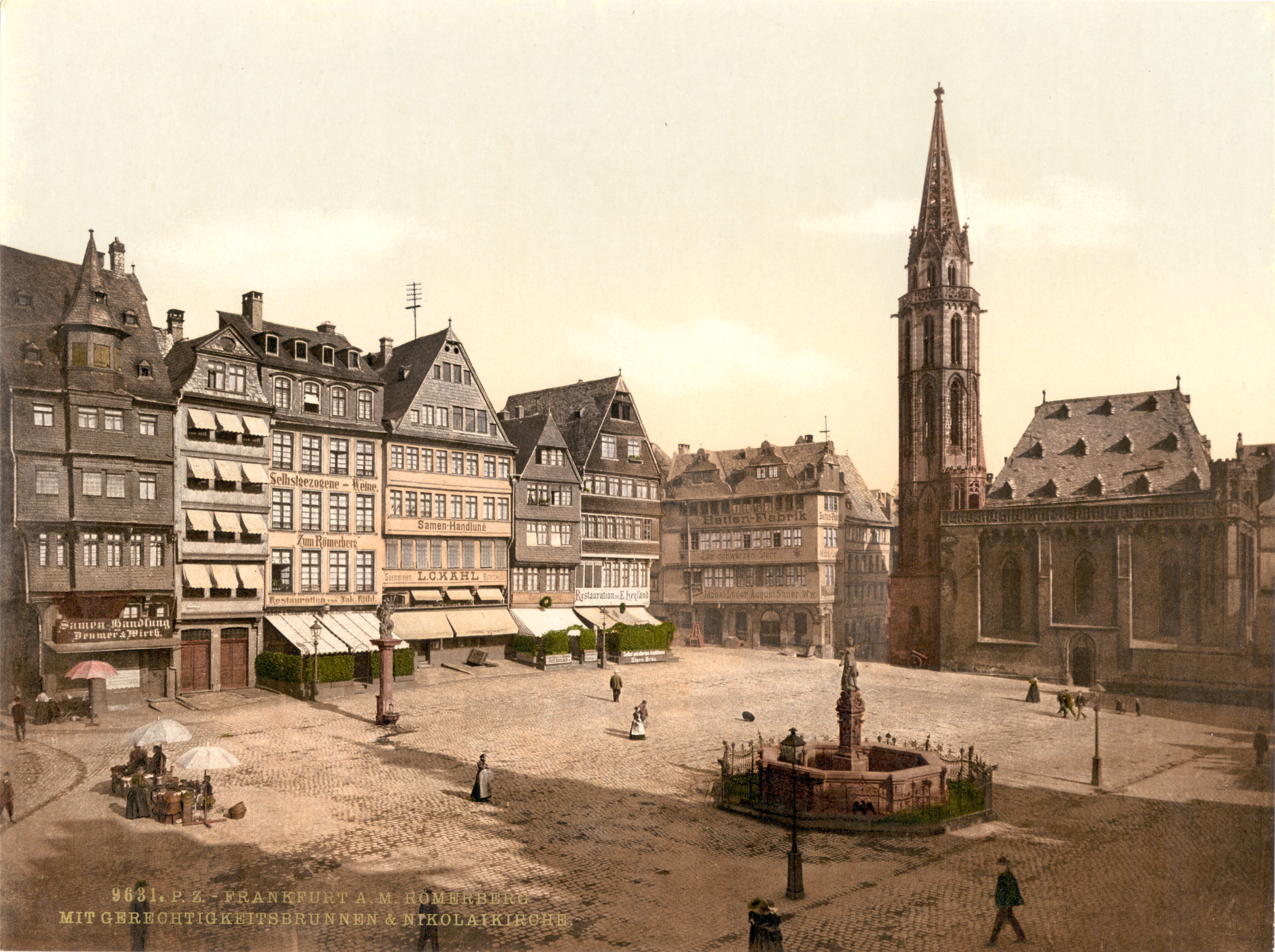
Der neuerrichtete Brunnen vor Samstagsberg und Alter Nikolaikirche, zwischen 1887 und 1903
(Photochrom)

Bereits 1874 wurden die Statue und die Brunnensäule endgültig abgebaut, Photographien aus dieser Zeit zeigen nur noch den Brunnentrog, der mit Holzbrettern notdürftig abgedeckt ist. Lange Zeit gab es Überlegungen zu einem Neubau im damals beliebten neogotischen Stil, für den ein eigenes dafür ins Leben gerufener Verein sogar schon einen Kostenvoranschlag in Höhe von 30.000 Goldmark eingeholt hatte.
Doch 1887 ermöglichte eine Spende des Frankfurter Weinhändlers Gustav D. Manskopf eine vollständige Erneuerung des alten Brunnens. Um Witterungsschäden für die Zukunft vorzubeugen, entstanden dabei nicht nur die Justitia, sondern auch der allegorische Schmuck der Säule nach den eingelagerten Resten des alten Brunnens neu in Bronze. Die Modelle erarbeitete der Bildhauer und Akademielehrer Friedrich Schierholz, ausführend tätig war die berühmte Bronze-Kunstgießerei Lenz in Nürnberg, damals unter der Führung von Christoph Lenz.
Ebenfalls nach altem Vorbild, jedoch im selben Material, also rotem Mainsandstein, vollständig ausgetauscht wurden der Trog und der steinerne Unterbau der Brunnensäule. Ein zusätzliches, umgebendes Schmuckgitter entstand in der Werkstatt von Alexander Linnemann. Am 11. Mai, dem 26. Jahrestag des Frankfurter Friedens, erfolgte die feierliche Enthüllung des bis auf das Material vollständig nach altem Vorbild kopierten Brunnes.

Der Gerechtigkeitsbrunnen, Mitte der 1930er-Jahre

Bei den Luftangriffen im März 1944 sank die gesamte Umgebung in Schutt und Asche. Brunnen und Brunnenfigur blieben, obwohl man keinerlei Maßnahmen zu ihrem Schutz getroffen hatte, nahezu unbeschädigt. Kurz nach dem Einmarsch amerikanischer Soldaten bauten sie die Figur der Justitia ab und stellten sie bis 1947 als Symbol von Gerechtigkeit und Gesetz vor ihrem ersten Hauptquartier, dem Gebäude der Metallgesellschaft am Reuterweg, auf.
Ein weiteres Mal musste der Brunnen Anfang der 1970er Jahre für den U-Bahn- und Tiefgaragenbau auf dem Dom-Römer-Areal weichen, wurde danach aber wieder am alten Standort aufgebaut. Beim Abbau entdeckte man damals auch das hölzerne Fundament unter dem Trog, dessen dendrochronologische Untersuchung die Angaben Lersners bestätigen konnte – die Stämme waren 1542 gefällt worden.
Zuletzt erfolgte Ende 2007 eine gründliche Renovierung des Brunnens und der Justitiafigur, da sie im Lauf der Jahre stark verschmutzt waren. Von Mai 2017 bis Oktober 2018 wurde die Statue der Justitia umfangreich aus Spendenmitteln restauriert. Die Skulptur wird regelmäßig von den Nachrichtensendungen mehrerer deutscher Fernsehsender als Hintergrundbild für Meldungen zu Gerichtsprozessen verwendet.

## Beschreibung

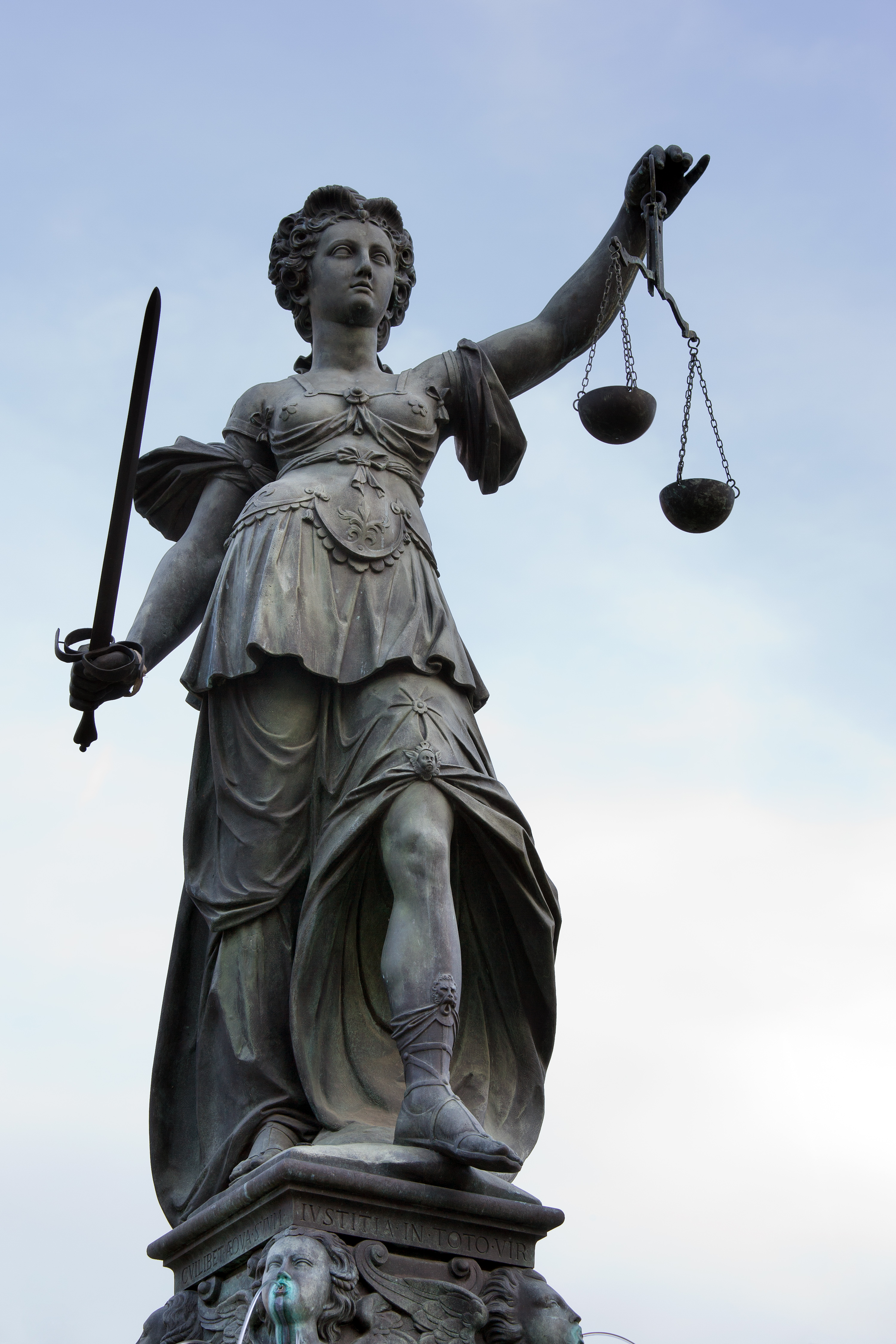
Detail der Brunnenfigur, April 2011

Der Brunnen steht in der Mitte des zentralen Römerbergs vor dem Rathaus. Den Unterbau bildet ein achteckiger Trog aus rotem Mainsandstein von 6,5 Metern Durchmesser. Er ist durch zwei Stufen aus Basalt vom Bodenniveau des Römerberges abgesetzt. An den Ecken des Troges befinden sich Postamente, die am oberen und unteren Ende mit Rundstäben-Gesimsen verkröpft sind. Auch die Flächen der Postamente zeigen Spiegel aus überschneidenden Rundstäben.
Die Brüstung des Troges ist an der Außenkante mit einer einfachen Hohlkehle profiliert und springt an Stelle der Postamente vor. Zum Römer trägt der Trog eine Plakette mit der Inschrift Gustav D. Manskopf seiner Vaterstadt MDCCCLXXXVII. Umgeben wird er von einem ebenfalls achteckigen, schwarz gefassten Eisengitter, das in vier der acht Felder einen vergoldeten Frankfurter Adler enthält. Das in frei historisierenden Formen gestaltete Gitter ist die einzige Zutat der Erneuerung von 1887, die kein historisches Vorbild besitzt.
Im Brunnentrog steht ein ungeschmückter Steinpfeiler, auf dem auf Höhe der Brüstung ein Bronzeguss aufsetzt. Gegenüber dem breiten, mit einem Eierstab geschmückten, wulstartigen Fuß tritt der weitere Aufbau etwas zurück. Oberhalb mehrerer Profile bilden die Ecken dorische Pilaster, von deren Kapitellen sich über die Kanten Rundbögen spannen. In den so gebildeten Nischen sind Reliefdarstellungen weiblicher Verkörperungen verschiedener Tugenden zu sehen. Ihre lateinische Bezeichnung steht jeweils darunter. Dabei handelt es sich um:
- Justitia, die Göttin der Gerechtigkeit mit Richtschwert und Waage, blickt mit unverbundenen Augen auf die Römerberg-Nordseite,
- Temperantia, die Mäßigung, beim Verteilen einer Flüssigkeit zwischen zwei Krügen, mit Blick in Richtung des Samstagsberges respektive der Römerberg-Ostzeile,
- Spes, die Hoffnung, mit einer Taube auf dem Arm, gegenüber der Alten Nikolaikirche, sowie
- Charitas, die Liebe, mit zwei Kindern, von denen sie eines stillt, zum Römer hin.

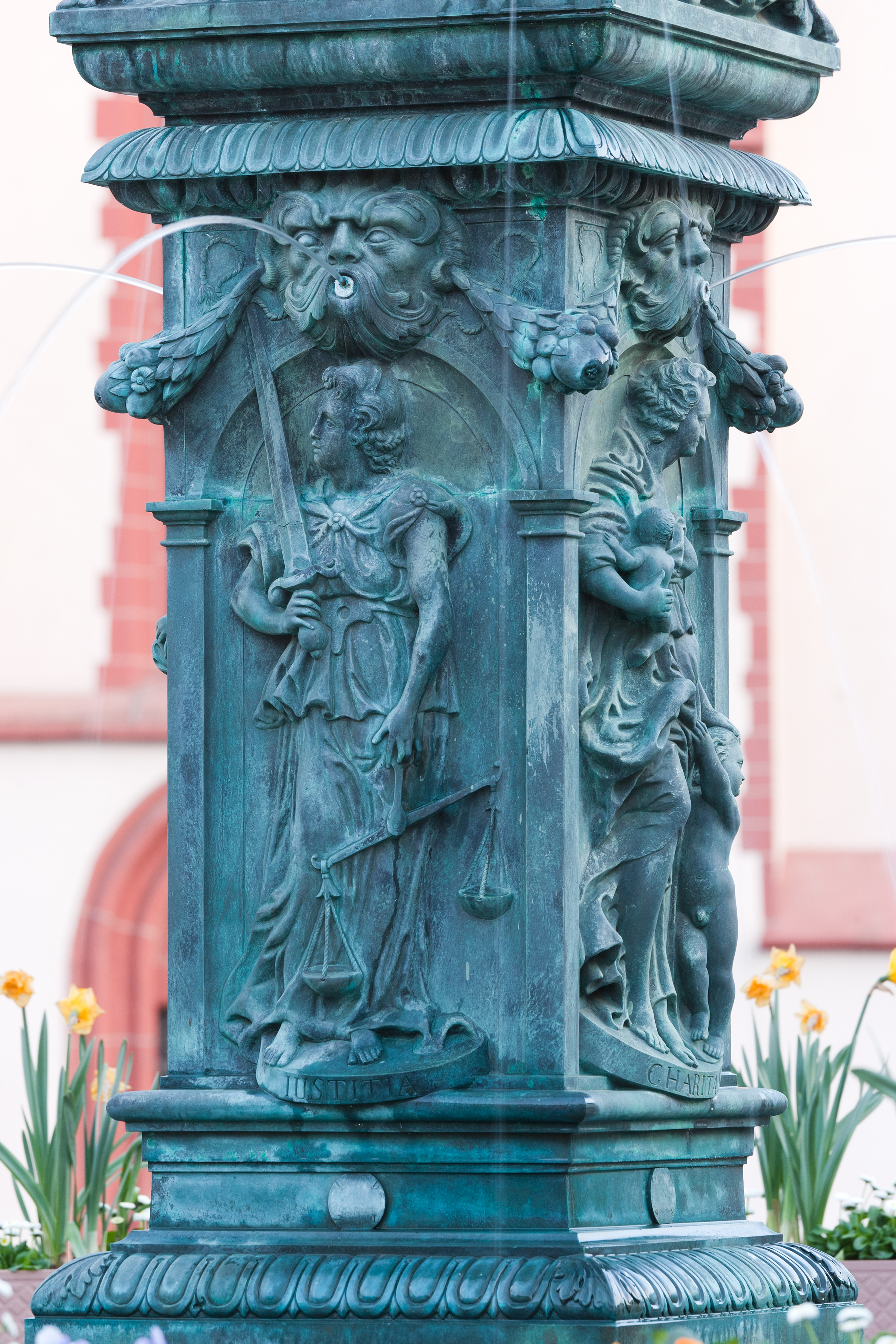
Gerechtigkeit
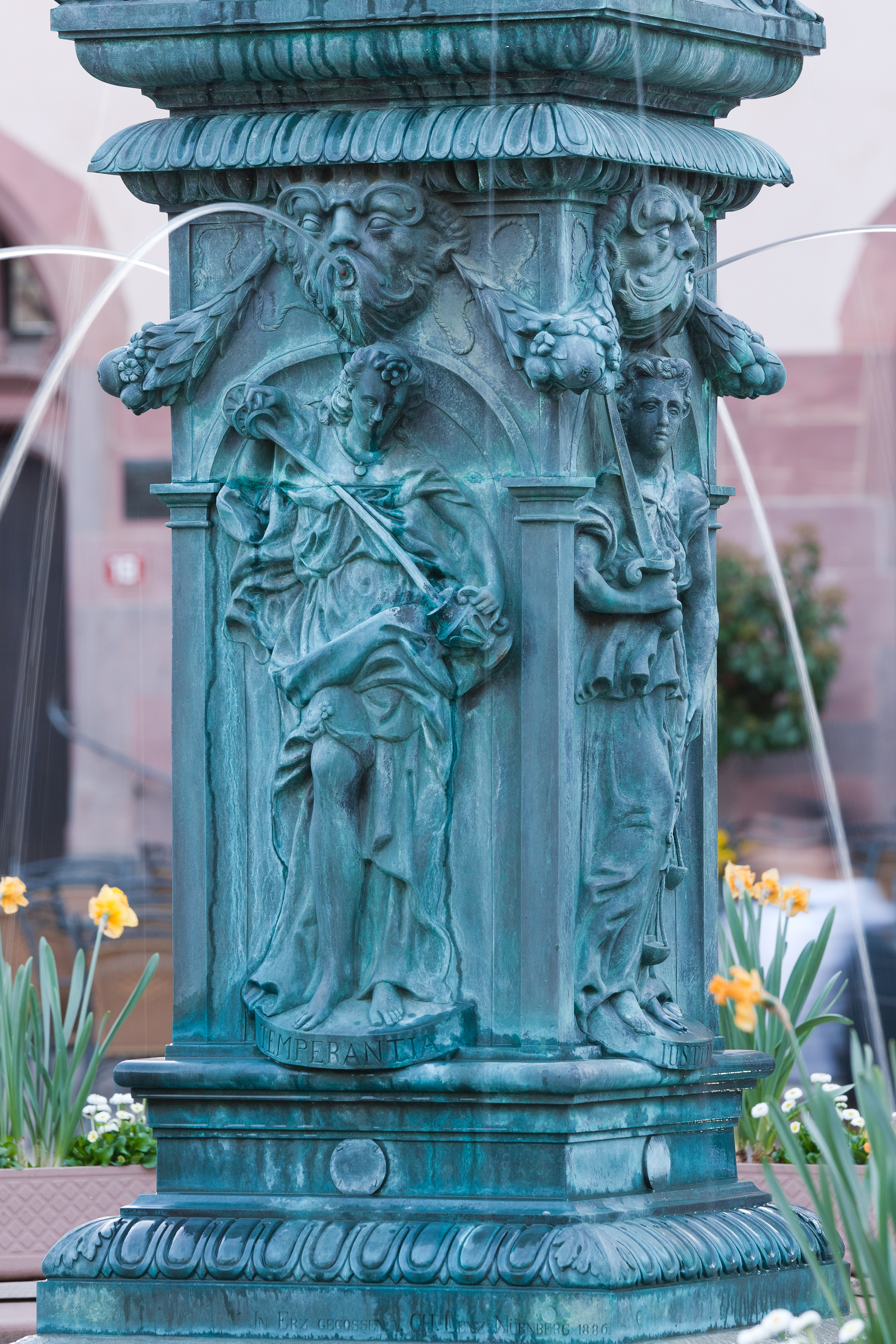
Mäßigung
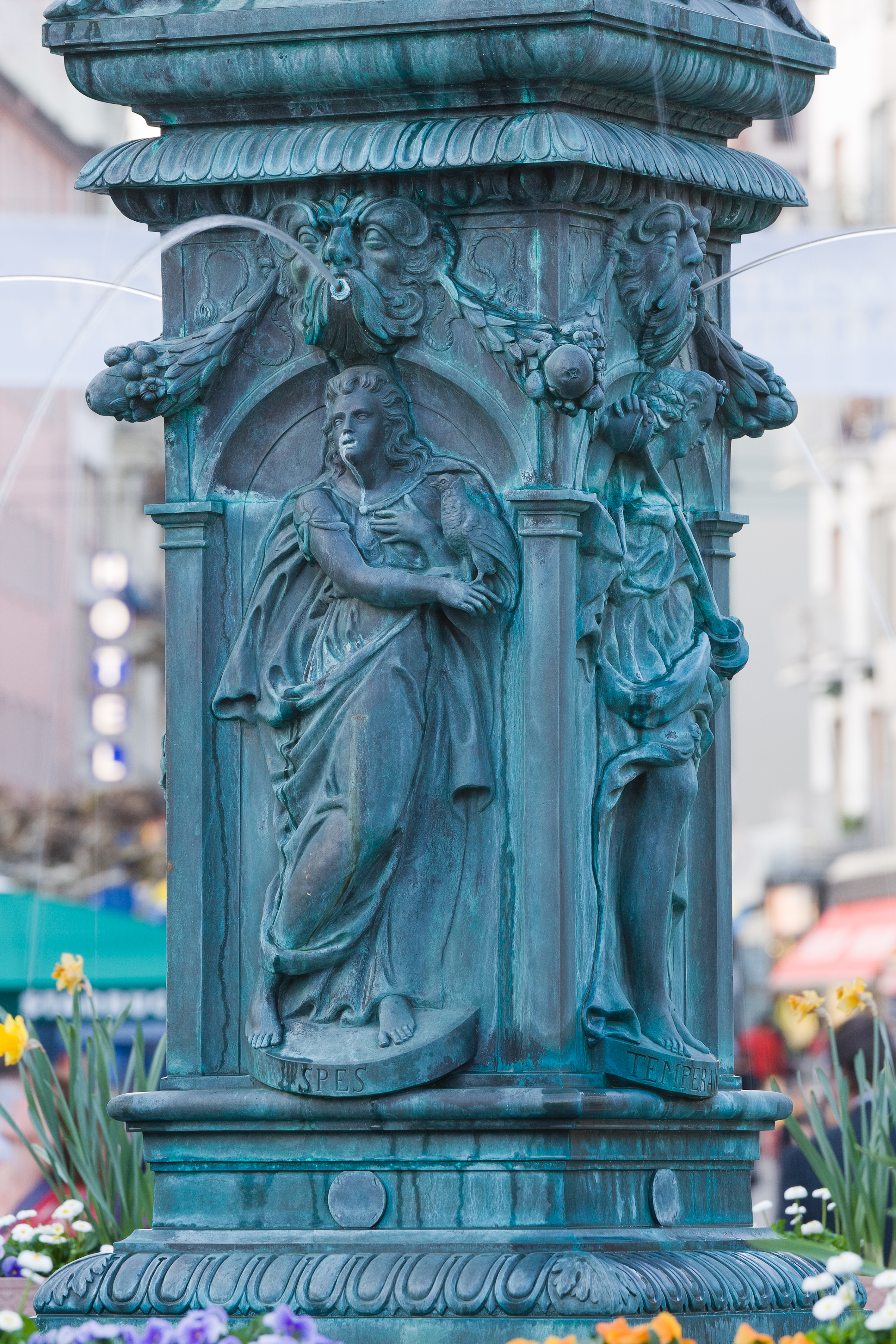
Hoffnung
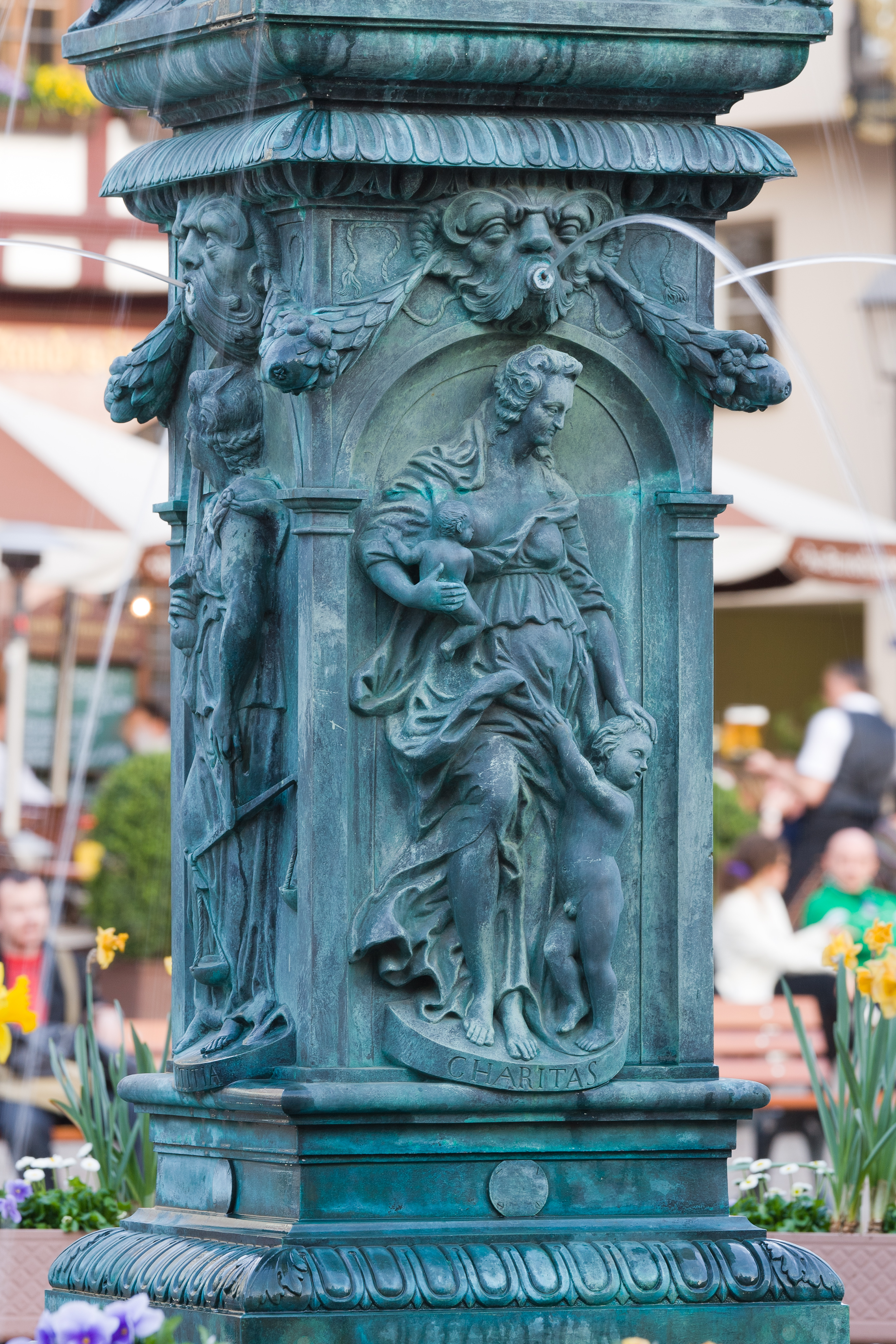
Liebe

Über den Köpfen der Tugenden befinden sich wasserspeiende Masken, zwischen letzteren über die Ecken gespannte Festons. Nach einem erneuten Wulst mit Eierstabdekor bilden jeweils zu den Ecken gewandete Sirenen die vorletzte Stufe des Aufbaus. Die Brüste, die sie sich mit den Händen halten, sowie der Mund dienen als Wasserspeier. Oberhalb der Darstellung verläuft um die Kanten ein glattes Band mit der Inschrift Iustitia in toto virtutum maxima mundo sponte sua tribuit cuilibet aequa suum.
Die Inschrift bezieht sich bereits auf die darüber befindliche, den Aufbau abschließende Brunnenfigur. Diese ist die Göttin Justitia mit den Attributen des Richtschwerts und der Waage. Im Gegensatz zu den meisten anderen Darstellungen sind ihr aber nicht die Augen verbunden.

## Ikonografie
Zur Ikonografie des Brunnens existieren keinerlei Aufzeichnungen aus der Entstehungszeit oder auch moderne Untersuchungen. Bezüglich der Verkörperungen der Tugenden ergibt sich alleine aus ihren sichtbaren Attributen, dass es sich um eine Auswahl von jeweils zwei Kardinal- und theologischen Tugenden handelt.
Wären die vier Kardinaltugenden, also Klugheit oder Weisheit, Gerechtigkeit, Tapferkeit und Mäßigung dargestellt, so ließen sich die Darstellungen der Hoffnung sowie der Charitas nicht ikonografisch sinnvoll der verbleibenden Klugheit oder Weisheit respektive der Tapferkeit zuordnen. Dem klassischen Darstellungsmuster theologischer Tugenden folgt dagegen die Hoffnung als Frau mit Taube – entgegen der klassischen mythologischen Spes, wo sie meist mit einer Krähe zu sehen ist – sowie vor allem die Liebe als Charitas mit Kindern.
Aufgrund des Mangels an Literatur nicht nachweislich erklärbar sind dagegen etwaige Absichten hinter der Auswahl der Tugenden aus den genannten zwei Gruppen sowie die Tatsache, dass die bekrönende Figur seit jeher ihren Blick auf das Rathaus der Stadt gerichtet hat. Letzteres war nicht nur Sitz des Stadtrats, sondern auch des Schöffen- und Strafgerichts, dessen Funktion im Mittelalter von den Ratsherren wahrgenommen wurde.

### Hauptwerke
- Adolf Koch: Der Justitia-Brunnen auf dem Römerberg zu Frankfurt am Main. Seiner Vaterstadt gestiftet von Gustav D. Manskopf am 10. Mai 1887. Reinhold Baist, Frankfurt am Main 1887.
- Georg Ludwig Kriegk: Geschichte von Frankfurt am Main in ausgewählten Darstellungen. Heyder und Zimmer, Frankfurt am Main 1871, S. 476–479 (online).
- Wendelin Leweke: Frankfurter Brunnengeschichten. Societäts-Verlag, Frankfurt am Main 1988, ISBN 3-7973-0478-1, S. 11–17.
- Siegfried Nassauer: Was die Frankfurter Brunnen erzählen. Eine illustrierte Chronik. Verlag der Goldsteinschen Buchhandlung, Frankfurt am Main 1921, S. 346–376.
- Heinz Schomann: Die alten Frankfurter Brunnen. Verlag Dieter Fricke, Frankfurt am Main 1981, ISBN 3-88184-022-2, S. 26–39.

### Verwendete, weiterführende Werke
- Thomas Bauer: Im Bauch der Stadt. Kanalisation und Hygiene in Frankfurt am Main 16.–19. Jahrhundert. Verlag Waldemar Kramer, Frankfurt am Main 1998, ISBN 3-7829-0480-X (Studien zur Frankfurter Geschichte 41).
- Johann Friedrich Böhmer, Friedrich Lau: Urkundenbuch der Reichsstadt Frankfurt. Erster Band 794–1314. J. Baer & Co, Frankfurt am Main 1901.
- Konrad Bund: Frankfurt am Main im Spätmittelalter 1311–1519. In: Frankfurter Historische Kommission (Hrsg.): Frankfurt am Main – Die Geschichte der Stadt in neun Beiträgen. (= Veröffentlichungen der Frankfurter Historischen Kommission. Band XVII). Jan Thorbecke, Sigmaringen 1991, ISBN 3-7995-4158-6.
- Otto Donner von Richter: Philipp Uffenbach 1566–1636 und andere gleichzeitig in Frankfurt a. M. lebende Maler. In: Verein für Geschichte und Alterthumskunde zu Frankfurt am Main (Hrsg.): Archiv für Frankfurts Geschichte und Kunst. Dritte Folge, Siebenter Band. K. Th. Völcker’s Verlag, Frankfurt am Main 1901, S. 1–220.
- Achilles Augustus von Lersner, Florian Gebhard: Der weit-berühmten Freyen Reichs-, Wahl- und Handels-Stadt Franckfurt am Mayn Chronica […]. Selbstverlag, Franckfurt am Mayn 1706 (online).
- Achilles Augustus von Lersner, Georg August von Lersner: Nachgehohlte, vermehrte, und continuirte Chronica der weitberühmten freyen Reichs- Wahl- und Handels-Stadt Franckfurth am Mayn […]. Selbstverlag, Franckfurt am Mayn 1734 (online).
- Volker Rödel: Ingenieurbaukunst in Frankfurt am Main 1806–1914. Societäts-Verlag, Frankfurt am Main 1983, ISBN 3-7973-0410-2.
- Walther Karl Zülch: Frankfurter Künstler 1223–1700. Diesterweg, Frankfurt am Main 1935 (Veröffentlichungen der Historischen Kommission der Stadt Frankfurt am Main 10).